# National Women's Soccer League 2023
La National Women's Soccer League 2023 è stata l'undicesima edizione della massima serie del campionato statunitense di calcio femminile. La stagione è iniziata il 25 marzo e si è conclusa il 15 ottobre 2023. Il campionato è stato vinto dal NJ/NY Gotham per la prima volta nella sua storia, dopo aver battuto nella finale dei play-off l'OL Reign. L'NWSL Shield è stato vinto dal San Diego Wave.

## Stagione

### Novità
Il numero delle squadre partecipanti è rimasto invariato rispetto alla stagione 2022.

### Formula
Le dodici squadre partecipanti hanno giocato nella stagione regolare un totale di 22 partite, 11 in casa e 11 in trasferta. Le sei squadre meglio classificate hanno disputato un play-off a partita secca per determinare la vincitrice del campionato. Le prime due classificate accedevano direttamente alle semifinali, mentre le squadre classificate dal terzo al sesto posto accedevano ai quarti di finale.

## Squadre partecipanti
| Club                   | Città       | Stadio                | Stagione precedente        |
| ---------------------- | ----------- | --------------------- | -------------------------- |
| Angel City             | Los Angeles | BMO Stadium           | 8º posto in NWSL           |
| Chicago Red Stars      | Chicago     | SeatGeek Stadium      | 6º posto in NWSL           |
| Houston Dash           | Houston     | Shell Energy Stadium  | 4º posto in NWSL           |
| Kansas City Current    | Kansas City | Children's Mercy Park | 5º posto in NWSL           |
| NJ/NY Gotham           | Harrison    | Red Bull Arena        | 12º posto in NWSL          |
| North Carolina Courage | Cary        | Sahlen's Stadium      | 7º posto in NWSL           |
| OL Reign               | Seattle     | Lumen Field           | 1º posto in NWSL           |
| Orlando Pride          | Orlando     | Exploria Stadium      | 10º posto in NWSL          |
| Portland Thorns        | Portland    | Providence Park       | 2º posto in NWSL, campione |
| Racing Louisville      | Louisville  | Lynn Family Stadium   | 9º posto in NWSL           |
| San Diego Wave         | San Diego   | Snapdragon Stadium    | 3º posto in NWSL           |
| Washington Spirit      | Washington  | Audi Field            | 11º posto in NWSL          |

## Stagione regolare

### Classifica finale
| Pos. | Squadra                | Pt | G  | V  | N | P  | GF | GS | DR  |
| ---- | ---------------------- | -- | -- | -- | - | -- | -- | -- | --- |
| 1.   | San Diego Wave         | 37 | 22 | 11 | 4 | 7  | 31 | 22 | +9  |
| 2.   | Portland Thorns        | 35 | 22 | 10 | 5 | 7  | 42 | 32 | +10 |
| 3.   | North Carolina Courage | 33 | 22 | 9  | 6 | 7  | 29 | 22 | +7  |
| 4.   | OL Reign               | 32 | 22 | 9  | 5 | 8  | 29 | 24 | +5  |
| 5.   | Angel City             | 31 | 22 | 8  | 7 | 7  | 31 | 30 | +1  |
| 6.   | NJ/NY Gotham           | 31 | 22 | 8  | 7 | 7  | 25 | 24 | +1  |
| 7.   | Orlando Pride          | 31 | 22 | 10 | 1 | 11 | 27 | 28 | -1  |
| 8.   | Washington Spirit      | 30 | 22 | 7  | 9 | 6  | 26 | 29 | -3  |
| 9.   | Racing Louisville      | 27 | 22 | 6  | 9 | 7  | 25 | 24 | +1  |
| 10.  | Houston Dash           | 26 | 22 | 6  | 8 | 8  | 16 | 18 | -2  |
| 11.  | Kansas City Current    | 26 | 22 | 8  | 2 | 12 | 30 | 36 | -6  |
| 12.  | Chicago Red Stars      | 24 | 22 | 7  | 3 | 12 | 28 | 50 | -22 |

Legenda:
      Vince la NWSL Shield e ammessa ai play-off
      Ammessa ai play-off
Regolamento:
Tre punti a vittoria, uno a pareggio, zero a sconfitta.
La classifica viene stilata secondo i seguenti criteri:
1. Scontri diretti;
2. Miglior differenza reti nell'arco della stagione;
3. Maggior numero di reti segnate;
4. Verifica dei primi tre criteri riguardo alle gare in trasferta;
5. Verifica dei primi tre criteri riguardo alle gare in casa;
6. Lancio della moneta.

Se tre o più squadre rimangono in parità, si tiene conto delle seguenti regole fino a quando rimarranno solamente due squadre, classificabili come indicato nei criteri sopra:
1. Classifica avulsa;
2. Miglior differenza reti stagionale.

### Risultati

#### Tabellone
|                        | Ang  | Chi  | Hou  | Kan  | NJG  | NCC  | OLR  | Orl  | Por  | Rac  | SDW  | Was  |
| ---------------------- | ---- | ---- | ---- | ---- | ---- | ---- | ---- | ---- | ---- | ---- | ---- | ---- |
| Angel City             | –––– | 1-2  | 0-0  | 3-2  | 1-2  | 2-1  | 2-1  | 0-1  | 5-1  | 2-2  | 0-2  | 0-1  |
| Chicago Red Stars      | 2-2  | –––– | 1-2  | 4-2  | 1-2  | 0-5  | 0-3  | 1-0  | 2-3  | 1-0  | 1-0  | 1-1  |
| Houston Dash           | 1-2  | 0-1  | –––– | 1-1  | 1-1  | 0-1  | 0-0  | 2-0  | 2-1  | 0-0  | 0-3  | 1-1  |
| Kansas City Current    | 0-1  | 6-3  | 0-2  | –––– | 2-0  | 1-0  | 1-0  | 2-0  | 1-4  | 0-2  | 0-2  | 2-3  |
| NJ/NY Gotham           | 0-0  | 2-1  | 0-2  | 2-2  | –––– | 1-0  | 0-2  | 0-0  | 2-1  | 0-0  | 0-1  | 2-0  |
| North Carolina Courage | 0-0  | 1-1  | 1-0  | 1-0  | 3-3  | –––– | 1-0  | 3-0  | 3-3  | 1-0  | 0-0  | 1-2  |
| OL Reign               | 4-1  | 5-2  | 2-0  | 2-1  | 1-4  | 1-1  | –––– | 1-0  | 0-2  | 2-2  | 1-0  | 0-0  |
| Orlando Pride          | 1-2  | 5-0  | 1-0  | 1-2  | 0-2  | 2-1  | 1-0  | –––– | 3-1  | 1-0  | 1-2  | 2-1  |
| Portland Thorns        | 3-3  | 4-0  | 1-1  | 0-1  | 1-0  | 2-1  | 2-0  | 4-0  | –––– | 2-0  | 0-2  | 4-2  |
| Racing Louisville      | 1-1  | 3-0  | 0-1  | 2-1  | 2-0  | 1-2  | 2-2  | 3-2  | 2-1  | –––– | 0-0  | 2-2  |
| San Diego Wave         | 1-2  | 3-2  | 1-0  | 1-2  | 2-1  | 3-1  | 1-2  | 1-3  | 1-1  | 2-0  | –––– | 2-2  |
| Washington Spirit      | 2-1  | 0-3  | 0-0  | 2-1  | 1-1  | 0-1  | 1-0  | 0-3  | 1-1  | 1-1  | 3-1  | –––– |

## NWSL play-off
Le migliori sei squadre al termine della stagione regolare hanno avuto accesso ai play-off per determinare la squadra campione.
|  | Quarti di finale | Quarti di finale       | Quarti di finale |                    |   | Semifinali | Semifinali     | Semifinali |  |  | Finale | Finale | Finale |  |
|  |                  |                        |                  |                    |   |            |                |            |  |  |        |        |        |  |
|  |                  |                        |                  |                    |   | 1          | San Diego Wave | 0          |  |  |        |        |        |  |
|  |                  |                        |                  |                    |   | 1          | San Diego Wave | 0          |  |  |        |        |        |  |
|  |                  |                        | 4                | OL Reign           | 1 |            |                |            |  |  |        |        |        |  |
|  | 4                | OL Reign               | 4                | OL Reign           | 1 | 1          |                |            |  |  |        |        |        |  |
|  | 4                | OL Reign               |                  |                    |   |            |                |            |  |  |        |        |        |  |
|  | 5                | Angel City             | 0                |                    |   |            |                |            |  |  |        |        |        |  |
|  | 5                | Angel City             | 0                |                    | 4 | OL Reign   | 1              |            |  |  |        |        |        |  |
|  |                  |                        |                  |                    |   |            |                |            |  |  |        |        |        |  |
|  |                  |                        | 6                | NJ/NY Gotham       | 2 |            |                |            |  |  |        |        |        |  |
|  |                  |                        |                  | NJ/NY Gotham       | 2 |            |                |            |  |  |        |        |        |  |
|  |                  |                        |                  |                    |   |            |                |            |  |  |        |        |        |  |
|  |                  |                        |                  |                    |   |            |                |            |  |  |        |        |        |  |
|  |                  | 2                      | Portland Thorns  | 0                  |   |            |                |            |  |  |        |        |        |  |
|  |                  |                        |                  | 0                  |   |            |                |            |  |  |        |        |        |  |
|  |                  |                        | 6                | NJ/NY Gotham (dts) | 1 |            |                |            |  |  |        |        |        |  |
|  | 3                | North Carolina Courage | 6                | NJ/NY Gotham (dts) | 1 | 0          |                |            |  |  |        |        |        |  |
|  | 3                | North Carolina Courage |                  |                    |   |            |                |            |  |  |        |        |        |  |
|  | 6                | NJ/NY Gotham           | 2                |                    |   |            |                |            |  |  |        |        |        |  |

## Statistiche

### Squadre

#### Classifica marcatrici
| Gol |  |  | Giocatore      | Squadra                |
| --- |  |  | -------------- | ---------------------- |
| 11  |  |  | Sophia Smith   | Portland Thorns        |
| 10  |  |  | Kerolin        | North Carolina Courage |
| 9   |  |  | Debinha        | Kansas City Current    |
| 9   |  |  | Ashley Hatch   | Washington Spirit      |
| 7   |  |  | Alex Morgan    | San Diego Wave         |
| 7   |  |  | Morgan Weaver  | Portland Thorns        |
| 7   |  |  | Lynn Williams  | NJ/NY Gotham           |
| 6   |  |  | Bethany Balcer | OL Reign               |
| 6   |  |  | Messiah Bright | Orlando Pride          |
| 6   |  |  | Cece Kizer     | Kansas City Current    |
| 6   |  |  | Adriana Leal   | Orlando Pride          |
| 6   |  |  | Tyler Lussi    | North Carolina Courage |
| 6   |  |  | Jaedyn Shaw    | San Diego Wave         |
| 6   |  |  | Hina Sugita    | Portland Thorns        |

### Individuale
| Premio              | Assegnato a                       | Note               |
| ------------------- | --------------------------------- | ------------------ |
| Golden Boot         | Sophia Smith (Portland Thorns)    | 11 reti realizzate |
| Miglior allenatrice | Juan Carlos Amorós (NJ/NY Gotham) | [ 7 ]              |
| Miglior rookie      | Jenna Nighswonger (NJ/NY Gotham)  | [ 8 ]              |
| Miglior portiere    | Jane Campbell (Houston Dash)      | [ 9 ]              |
| Miglior difensore   | Naomi Girma (San Diego Wave)      | [ 10 ]             |
| Migliore giocatrice | Kerolin (North Carolina Courage)  | [ 1 ]              |